# Melody and the Tyranny
The Melody and the Tyranny EP è un EP di transizione dei Velvet Revolver pubblicato nel 2007 un mese prima del loro secondo album Libertad. 
The Melody And The Tyranny EP contiene tre tracce audio e due video. Due inediti da Libertad, più la cover dei Talking Heads, "Psycho Killer". In più ci sono due tracce video: il Making Of di Libertad e una versione live di "Do It for the Kids", canzone del loro precedente album Contraband.
Il 1º giugno, l'EP (contenente solo le tracce audio, mancante quindi delle due tracce video) è finito su internet attraverso vari siti di file sharing.

## Tracce
1. She Builds Quick Machines - 4:02
2. Just Sixteen - 3:59
3. Psycho Killer (Talking Heads cover) - 4:17
4. Making of Libertad - 5 Minute Piece (traccia video)
5. Do It for the Kids - Live Performance (traccia video)

## Formazione
- Scott Weiland: voce
- Slash: chitarra solista / chitarra ritmica
- Dave Kushner: chitarra ritmica
- Duff McKagan: basso
- Matt Sorum: batteria

## Curiosità
- L'EP non è stato pubblicato in Nord America, è stato pubblicato invece in Europa e in Australasia.
- L'EP è limitato a una tiratura di circa 5000 copie.